# Фили
Фили (грч. Φυλή) општина је у Грчкој. По подацима из 2011. године број становника у општини је био 45.965.

## Становништво
| 2011.  |
| ------ |
| 45.965 |